# Kantongerecht Heusden
Het kantongerecht Heusden was van 1838 tot 1934 een van de kantongerechten in Nederland. Bij de oprichting was Heusden het  vierde kanton van het arrondissement 's-Hertogenbosch. Na de opheffing werd Heusden toegevoegd aan het kanton 's-Hertogenbosch.

## Het kanton
Kantons werden in Nederland ingevoerd in de Franse tijd. In ieder kanton zetelde een vrederechter. Toen de vrederechter in 1838 werd opgevolgd door de kantonrechter werd het aantal kantons ingekrompen. Het  nieuwe kanton Heusden omvatte de toenmalige gemeenten: Heusden, Herpt en Bern, Oudheusden, Hedikhuizen, Bokhoven, Werkendam, De Werken en Sleeuwijk, Op- en Neder-Andel, Giessen, Rijswijk, Veen, Almkerk en Uitwijk, Emmikhoven, Woudrichem, Wijk en Aalburg, Dussen, Meeuwen, Hill en Babyloniënbroek, Drongelen, Heesbeen, Heethen en Genderen